# Nowa Wieś (gmina Bakałarzewo)
Nowa Wieś – wieś w Polsce położona w województwie podlaskim, w powiecie suwalskim, w gminie Bakałarzewo.

## Części wsi
| SIMC    | Nazwa    | Rodzaj    |
| ------- | -------- | --------- |
| 1012933 | Nowopole | część wsi |

## Historia
Miejscowość pod nazwą Wieś Nowa istniała w 1783 roku. Rok później Wieś Nową zamieszczono w oficjalnym opisie parafii Bakałarzewo. W 1819 roku tę miejscowość nazwano Nowa Wioska. W latach 1975–1998 miejscowość należała administracyjnie do województwa suwalskiego.
W okresie międzywojennym stacjonowała tu placówka Straży Celnej  „Nowa Wieś”.
Do 1 września 1939 wieś była polską miejscowością nadgraniczną na granicy polsko-niemieckiej (granica przebiegała na zachód i północ od Nowej Wsi). 7 września 1939 wieś została spacyfikowana przez wojska niemieckie.
Pierwsze wzmianki o Nowej Wsi pochodzą z metryki bakałarzewskiej z 1783 roku. Rok później zamieszczono ją w oficjalnym opisie parafii Bakałarzewo. Należała do rodu Chlewińskich. Na początku lat 40. XIX wieku wieś zależała do Stefana Horaczki, później do Edwarda Schejmana. Administracyjnie wchodził w skład gminy Garbaś, której siedziba znajdowała się w Bakałarzewie. Następnie została odłączona od dóbr Bakałarzewo i wcielona do Nowopola.
Okres I wojny światowej przyniósł znaczne znaczne straty ludnościowe i materialne.
8 września 1939 żołnierze Wehrmachtu wraz z cywilami noszącymi odznaki NSDAP zaatakowali wieś, pomimo iż ta nie była broniona przez Wojsko Polskie. W czasie „akcji” zabito jedną osobę a dwie zostały ranne. Wszystkich mieszkańców załadowano na samochody i wywieziono do obozu przejściowego w Olecku. Wieś została zrabowana i doszczętnie spalona.
Początek XXI wieku przyniósł szybki rozwój budownictwa głównie letniskowego w Nowej Wsi.